# Lac Franquelin
Pour l’article homonyme, voir Franquelin.
Le lac Franquelin est un plan d'eau douce du bassin versant de la rivière Franquelin, dans le territoire non organisé de Rivière-aux-Outardes, dans la municipalité régionale de comté de Manicouagan, dans la région administrative de la Côte-Nord, dans la province de Québec, au Canada.
Les environs du lac Franquelin sont desservis par quelques routes forestières lesquelles se reliant indirectement vers le sud à la route 138.
La sylviculture constitue la principale activité économique autour du lac.
La surface du lac Franquelin est habituellement gelée du début de décembre à la fin mars; toutefois la circulation sécuritaire sur la glace se fait généralement de la mi-décembre à la mi-mars.[réf. nécessaire]

## Géographie
Le lac Franquelin est situé dans le territoire non organisé de la Rivière-aux-Outardes. Ce lac d'une forme complexe comporte une centaine d'îles. Les principales baies sont: Fosse Lachance, à Lise, à Castor, à Philippe, à Wood, des Guides, à Bernard, des Jumelles et Saint-Pierre. Ce lac s'avère le principal plan d'eau de tête du versant de la rivière Franquelin. Le lac Franquelin comporte une longueur de 7,5 km, une largeur maximale de 3,3 km et une altitude de 395 m.
À partir de l'embouchure du lac Franquelin, le courant descend sur km généralement vers l'est, puis le sud-est, en suivant le cours de la rivière Franquelin, pour aller se déverser sur la rive nord de l'estuaire du Saint-Laurent.

## Toponyme
Le toponyme "lac Franquelin" dérive du nom de la rivière du même nom.
Le terme Franquelin évoque l'oeuvre de vie de Jean-Baptiste-Louis Franquelin (1650-1712). Natif en 1650 à Villebernin dans le comté de Bourgogne en France, Franquelin est arrivé en 1671 en Nouvelle-France. À son arrivée, il commença à travailler dans le commerce des fourrures. Venant de la même région de Palluau, en France, que lui, Louis de Buade de Frontenac lui demanda expressément en 1674 de se consacrer à temps plein à la cartographie. Conséquemment, Franquelin réalisa en 1683 les plans de la haute et de la basse-ville de Québec. En 1687, dans le cadre de sa fonction d'hydrographe royal, Franquelin enseigne la navigation à Québec.
Entre 1689 et 1691, Franquelin pratiqua comme ingénieur et dressa notamment les plans de la batterie royale à Québec. Selon les archives carthographiques, Franquelin est considéré avoir réalisé une cinquantaine de cartes. Parmi les cartes notoires de sa conception, il y a notamment la carte illustrant les observations géographiques de Jolliet lors de son expédition exploratoire de 1673 sur le fleuve Mississippi ainsi que celle de La Louisiane selon les observations de Cavalier de La Salle. En 1694, Franquelin retourne en France où il poursuivra sa carrière jusqu'à son décès survenu après 1712,.
Le toponyme « lac Franquelin » a été officialisé le 5 décembre 1968 à la Banque des noms de lieux de la Commission de toponymie du Québec.